# アンフェアな月
『アンフェアな月』（アンフェアなつき）は、秦建日子による日本の推理小説。『刑事・雪平夏見シリーズ』の第2作。2006年9月27日に河出書房新社より単行本が刊行された。
前作『推理小説』は、テレビドラマ『アンフェア』の原作となったが、ドラマの第5話以降はオリジナルシナリオなので、本作にも引き続き安藤刑事は登場する。
2018年に舞台化された。

## あらすじ
前作の翌日から物語は始まる。
生後3か月の赤ん坊の誘拐事件が発生する。母親が錯乱し、警察が本格的に捜査に乗り出したのは事件発生から実に8時間が経過していた。
特殊班に駆り出された雪平は、母親による狂言ではないかと疑うが、直後に犯人と思しき人物から電話が入る。
要求は「娘に見合うだけのものを用意しろ」という曖昧なものだった。

## 登場人物

### 警視庁
雪平 夏見（ゆきひら なつみ）
捜査一課強行班。特殊班に駆り出され、女児の母親の事情聴取を任される。
安藤 一之（あんどう かずゆき）
捜査一課強行班。
山路 徹夫（やまじ てつお）
捜査一課長。
中沢 騏一郎（なかざわ きいちろう）
特殊班班長。
林堂 航（りんどう わたる）
特殊班警部補。感情が出やすい女が嫌い。
平岡 朋子（ひらおか ともこ）
特殊班新人刑事。
松岡 智輔（まつおか ともすけ）
特殊班刑事。
安西 一馬（あんざい かずま）
特殊班刑事。
田山 信夫（たやま のぶお）
豊島警察署北池袋第二交番の巡査。冬美から「娘の姿が見えない」と相談されるが、幼稚園児か小学生と思い込み、初動捜査の遅れの原因となった。
岩井（いわい）
田山の上司。ベテランの巡査長。冬美が交番に来た時、私用で席を外していた。

### その他
亀山 瑠子（かめやま るこ）
誘拐された生後3ヶ月の女児。
亀山 冬美（かめやま ふゆみ）
瑠子の母親。イラストレーター。シングルマザー。精神的に錯乱し、理解不能な供述をする。犯人からの最初の電話の後ろに「ドーン!」という音を聞いたと言う。
日野 雅紀（ひの まさき）
冬美と同じフロアの住人。ニート。インターネットの掲示板・Aちゃんねるに誘拐事件のスレッドを立てる。
早川 稔（はやかわ みのる）
聖愛医科大学の内科医。
藤田 由人（ふじた ）
瑠子の父親。冬美が妊娠したことがきっかけで逃げるように別れた。
花井 有美子（はない ゆみこ）
脚本家。沢木のことを内心バカにしている。
沢木 和生（さわき かずお）
テレビ番組制作会社のプロデューサー。
栗田 法子（くりた のりこ）
13歳。家出少女。
中井 結花（なかい ゆか）
11歳。家出少女。
斉藤 智恵理（さいとう ちえり）
家出少女。
天野 唯（あまの ゆい）
家出少女。

## 書誌情報
- 単行本：2006年9月27日発売[1]、河出書房新社、ISBN 978-4-309-01779-2
- 文庫本：2008年5月9日発売[3]、河出文庫、ISBN 978-4-309-40904-7

## 舞台
2018年2月22日から3月4日まで天王洲 銀河劇場において上演された。主演は篠田麻里子、脚本・演出は菅野臣太朗、音楽は野田浩平。
シリーズの舞台化第2弾「殺してもいい命」が2019年6月21日からサンシャイン劇場で上演。
- 雪平夏見 - 篠田麻里子[2][4]
- 安藤一之 - 染谷俊之[2][4]
- 佐藤和夫 - 中村優一[2][4]
- 日野雅紀 - 和田琢磨[2][4]
- 沢木和生 - 川谷修士（2丁拳銃）[6]　※インパルスの堤下敦[2]の代役。
- 山路徹夫 - 飯田基祐[2][4]
- 林堂航 - 岡田達也[2][4]
- 藤田由人 - 野崎弁当[6]
- 早川稔 - 内田裕也[6]
- 羽田智夫 - 下村青[4][6]